# Philip Sawyer
Philip „Phil“ Sawyer (* 26. Dezember oder 29. Dezember 1951 in Melbourne) ist ein ehemaliger australischer Radrennfahrer und nationaler Meister im Radsport.

## Sportliche Laufbahn
Sawyer war Teilnehmer der Olympischen Sommerspiele 1972 in München. Im Bahnradsport war er in der Mannschaftsverfolgung am Start. Sein Team in der Besetzung Steele Bishop, Danny Clark, Remo Sansonetti und Philip Sawyer schied in der Qualifikationsrunde aus.
1970 bis 1972 wurde er bei den nationalen Meisterschaften im Bahnradsport jeweils Vize-Meister im 1000-Meter-Zeitfahren. 1974 wurde er Meister in der Einerverfolgung, nachdem er im Jahr zuvor Dritter geworden war. 
Von 1976 bis 1986 war er als Berufsfahrer aktiv. 1980 gelang ihm ein Etappensieg in der Herald Sun - Tour of Victoria. 1983 siegte er in der National Party Tour und im Austral Wheel Race.
Sawyer bestritt mehrfach Sechstagerennen, 1976 gewann er das Sechstagerennen von Newcastle in New South Wales mit David Allan als Partner. 1982 war er mit Shane Sutton in Launceton erfolgreich.